# Cigarillo
Cigarillo (eller ved flertal Cigarillos) er oprindeligt spansk, og betyder "lille cigar". Et eksempel på et velkendt mærke, der producerer cigarillos kunne være Café Crème. Danneman, eller Al capones. 
| Pibe | Spire Denne artikel om tobaksrygning er en spire som bør udbygges. Du er velkommen til at hjælpe Wikipedia ved at udvide den. |